# Paule Posener-Kriéger
Paule Violette Posener-Kriéger (18 avril 1925 - 11 mai 1996) est une égyptologue française.
En 1960, Paule Kriéger épouse l'égyptologue Georges Posener. 
Au début des années 1970, durant une campagne de fouille à Abousir, elle met au jour le complexe pyramidal de Néferefrê où elle découvre les archives d'Abousir, un ensemble de papyrus remontant à la Ve dynastie, documents qu'elle a traduits. 
Elle a dirigé l'Institut français d'archéologie orientale au Caire entre 1981 et 1989.
Décédée en 1996, son éloge funèbre est prononcée par Jean Yoyotte.